# Cantone di Belle-Isle-en-Terre
Il Cantone di Belle-Isle-en-Terre era una divisione amministrativa dell'Arrondissement di Guingamp con capoluogo Belle-Isle-en-Terre.
A seguito della riforma approvata con decreto del 13 febbraio 2014, che ha avuto attuazione dopo le elezioni dipartimentali del 2015, è stato soppresso.

## Composizione
Comprendeva 7 comuni:
- Belle-Isle-en-Terre
- La Chapelle-Neuve
- Gurunhuel
- Loc-Envel
- Louargat
- Plougonver
- Tréglamus